# Geschichte des Judentums im Jemen

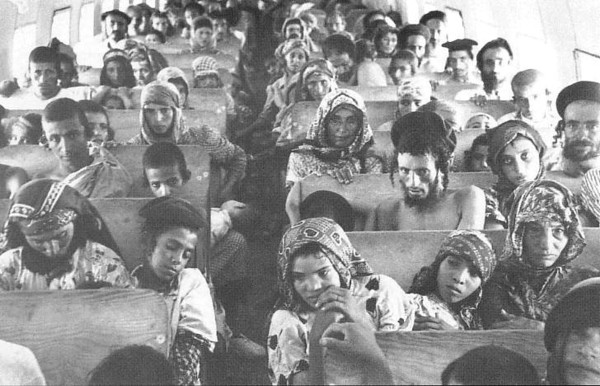
Im Verlauf des Unternehmens Magic Carpet (1949–1950) wanderte die gesamte Gemeinde der Teimanim-Juden aus Jemen nach Israel aus, über 49.000 Personen. Die meisten hatten noch nie ein Flugzeug gesehen, gleichwohl glaubten sie an die biblische Prophezeiung: Gott versprach den Kindern Israels, zurückzukehren, getragen auf Adlerflügeln.

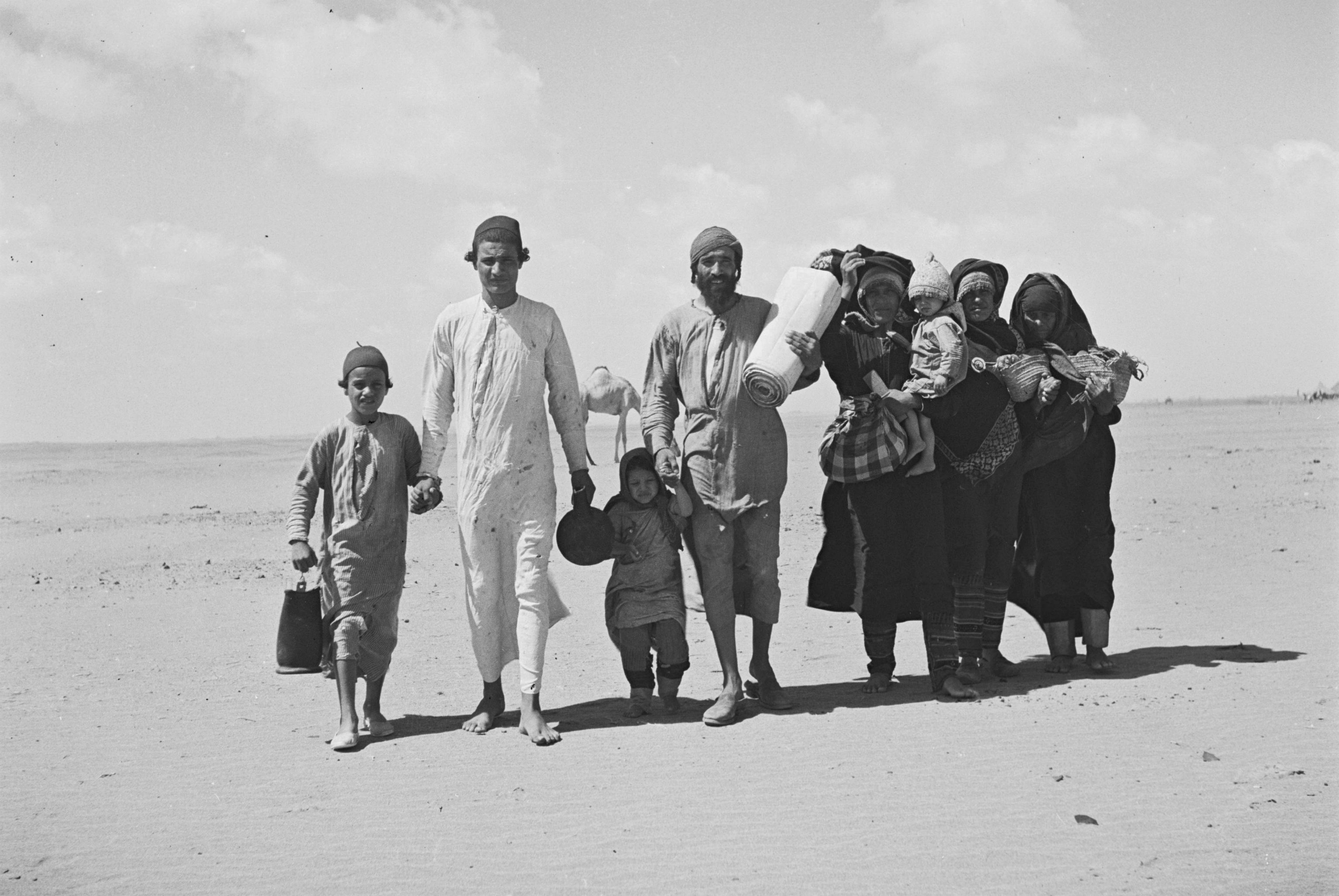
Jemenitisch-jüdische Familie auf dem Weg zu einem Flüchtlingslager

Die Juden im Jemen haben eine jahrtausendealte Geschichte, die im Alten Orient um etwa 1500 v. Chr. ihren Ursprung findet und über die Ansiedlung der Israeliten in Kanaan in den jüdischen Krieg (66–70 n. Chr.) mit Rom mündet, bevor im Jahr 70, nach der Zerstörung des Jerusalemer Tempels, viele Juden begannen, in Nachbarstaaten des zum Römischen Reich gehörenden Palästina auszuwandern. Bis zum Auftreten des Islam gehörten die Juden regelmäßig zur Oberschicht des Landes. Sie waren Kaufleute, im Dienste des Militärs oder als Minister tätig und vermittelten beachtliche Einflüsse auf die Kultur und Identität des Landes Jemen. Ihr Anteil an der Bevölkerung war erheblich.

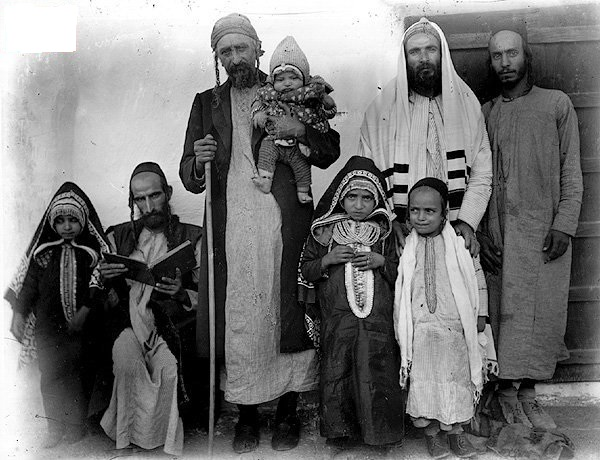
Familie aus Sana'a, um 1940

Während der islamischen Zeit veränderte sich die soziale und die rechtliche Stellung der Juden. Sie wurden zunehmend zurückgedrängt. Innerhalb ihres eingeschränkten Rechtsspektrums konnten sie dennoch bedeutende Beiträge zur islamischen Kultur des Mittelalters leisten, was für die Epoche der Ismāʿīlīya und der Muʿtazila in ganz hervorragender Weise galt. Im Zeitraum zwischen dem 9. und 12. Jahrhundert hatten die Juden am Geistes- und Sozialleben einen hohen Anteil, als sie an philosophischen wie reformatorischen Fragen und Bewegungen teilnahmen.
Zwischen dem 17. Jahrhundert und der Auswanderung der meisten jemenitischen Juden im 20. Jahrhundert nach Israel lässt sich eine weitere Epoche des jüdischen Einflusses auf den Jemen verankern. In dieser Zeit verliehen sie als Kaufleute und Handwerker der Wirtschaft des Landes einen nachhaltigen Aufschwung.

## Überlieferungen zur Ansiedlung der Juden in Südarabien

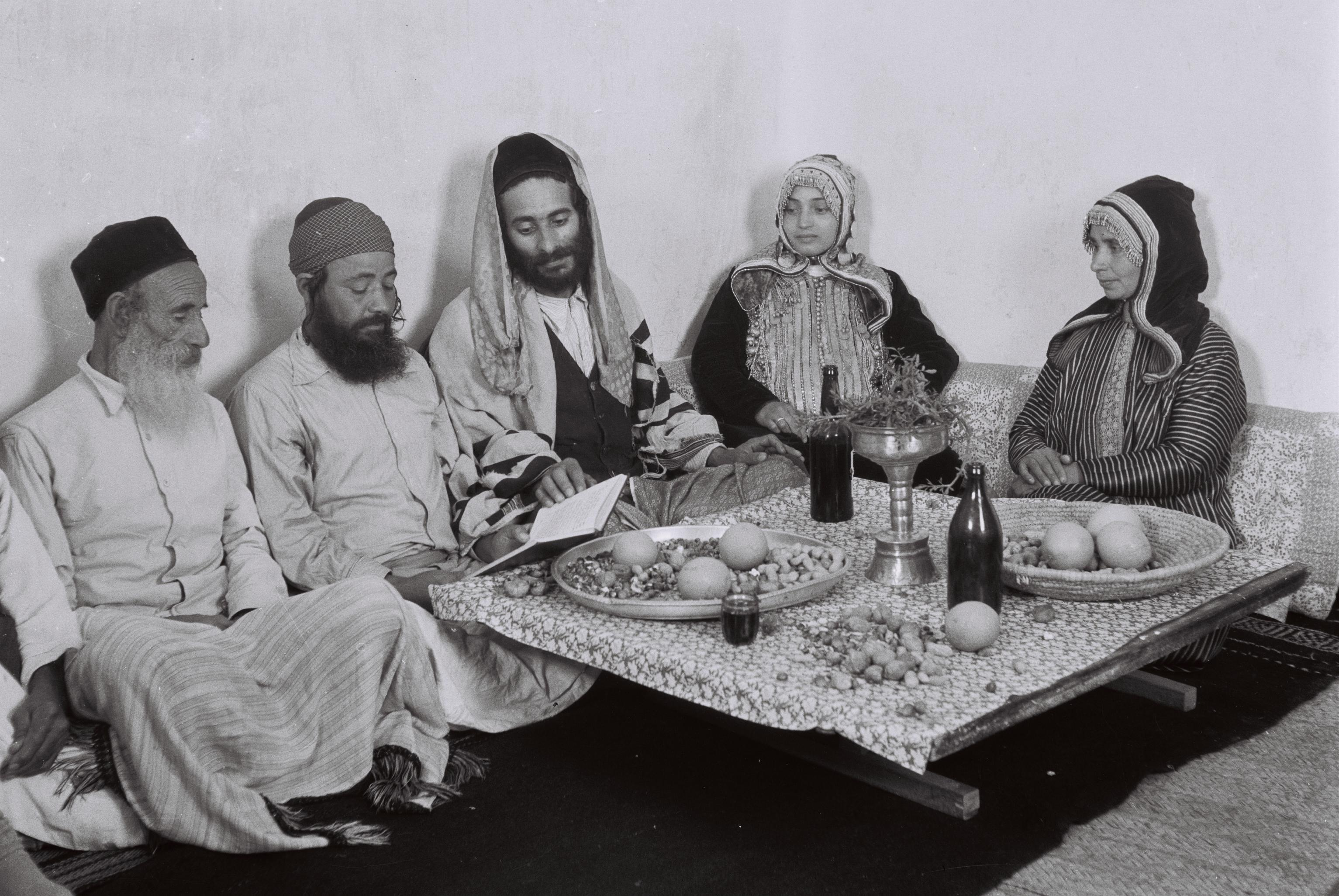
Eine jemenitisch-jüdische Familie am Schabbat

Wann sich die ersten Juden in Südarabien ansiedelten, wie viele Südaraber zum Judentum übertraten, und ab wann es jüdische Könige in Südarabien gab, ist unbekannt. Es gibt verschiedene Theorien, die teilweise schon eine Ansiedlung vor der Zerstörung des Tempels in Jerusalem und der damit verbundenen Fluchtwelle in die altsüdarabischen Diaspora annehmen.
Es lässt sich lediglich feststellen, dass die jüdischen Gemeinden Südarabiens bezüglich ihrer Herkunft nicht homogen sind. Einheimische, also jüdische Jemeniten, gab es bereits seit langer Zeit. Einwanderer zogen aus den Gebieten Eretz Israel, Babylonien, Persien, Ägypten, Syrien sowie Spanien und Nordafrika zu. Sie komplettierten das Gemeinschaftswesen und die jüdischen Bräuche im Land. Aufschluss über die Umstände und den zeitlichen Kontext lassen die Ansiedlungen der Juden im südarabischen Raum nicht zu. Vielmehr ist man auf die Auslegung von mündlichen Überlieferungen angewiesen.

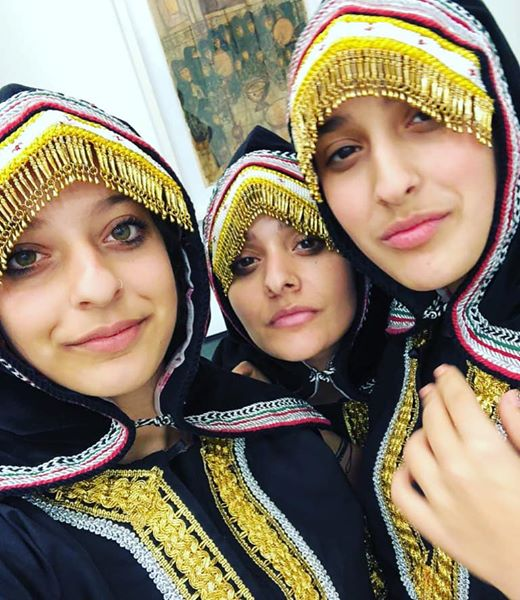
Jemenitisch-jüdische Frauen in traditioneller religiöser Kleidung

- Jemenitisch-jüdische Frauen in traditioneller religiöser KleidungZum einen wird Gen 15,19 EU erwähnt. Danach siedelten Judäer zur Zeit des König Salomon in Gebieten, die von manchen mit arabischen Regionen wie dem Wadi Dschauf oder dem Wadi Sirhan identifiziert werden.[4][5]

- Eine weitere Überlieferung knüpft zeitgleich an den Besuch der Königin von Saba an, denn sie habe von Kaufleuten, die wiederum judäische Untertanen waren, von der Weisheit Salomons erfahren, was auf die regionale Existenz von Judäern schließen lässt.

- In Wellenbewegungen, so eine weitere mündliche Überlieferung, soll die Ansiedlung der Juden in Südarabien stattgefunden haben. Beginnend im Jahr 722 v. Chr., als der Verfall des Königreiches Israel einsetzte; erneut dann, so bereits oben erwähnt, 42 Jahre vor der Zeit der Zerstörung des salomonischen Tempels im Gefolge der Prophezeiung des Propheten Jeremias (Jer 36,2; Jer 38,2). Dann wieder und zuletzt mit der Vertreibung der Juden nach Babylon durch Nebukadnezar. Durch diese Vertreibung seien Juden zudem nach Jemen gekommen.[6]

- Eine jemenitisch-jüdische Familie am SchabbatJizchak Ben Zwi[7] ermöglicht wiederum eine Auslegung, wonach die Aufgabe jüdischer Soldaten darin bestanden haben könnte, Verbindung zu den Juden Sanaas aufzunehmen, als es hieß, dass die Armee, mit der Aelius Gallus im Jahr 24 v. Chr. Südarabien erobern wollte, 500 jüdische (von König Herodes gestellte) und 1000 nabatäische Soldaten (vom König von Petra gestellt) umfasst haben soll.

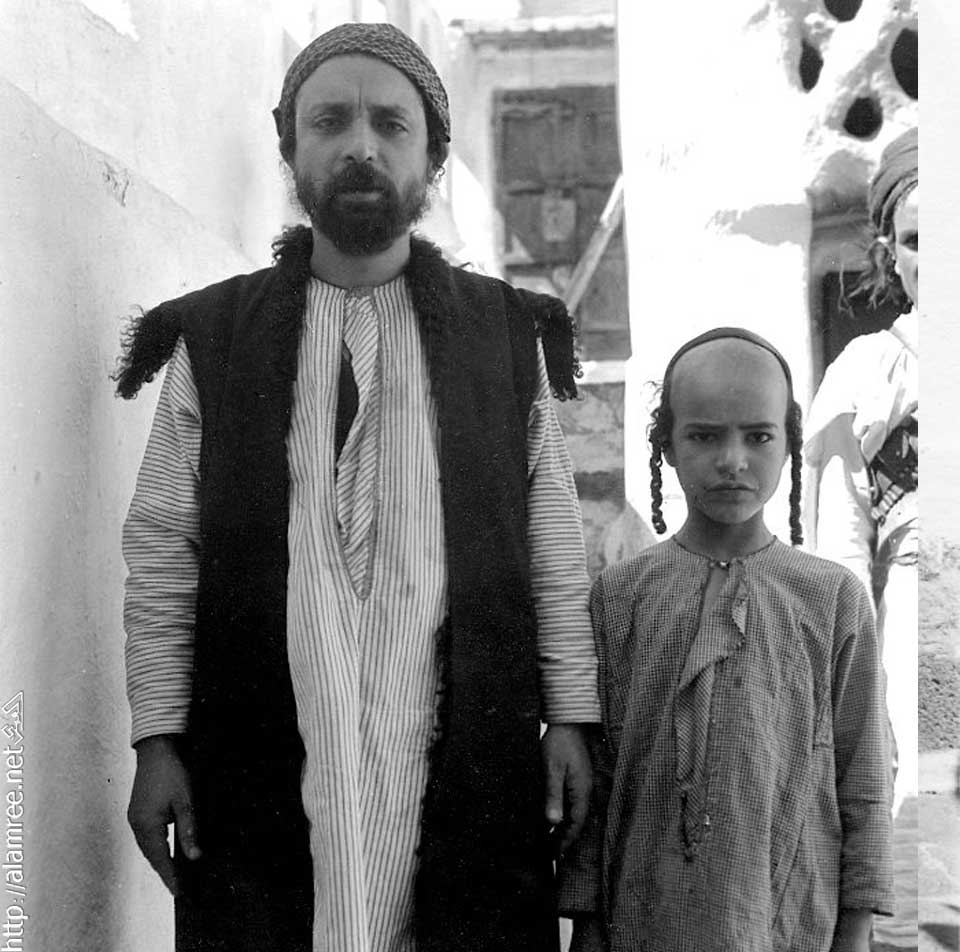
Ein jemenitischer Jude mit seinem Sohn

Sicher nachgewiesen sind Juden im Jemen aber erst seit dem 4. Jahrhundert n. Chr. An verschiedenen Orten in Südarabien wurden jüdische Inschriften und Synagogen entdeckt. Seit der Mitte des 4. Jahrhunderts hingen die Könige von Himyar einer monotheistischen Religion an (siehe Rahmanismus); dabei handelte es sich wahrscheinlich um das Judentum. Jedenfalls war Yusuf Asʾar Yathʾar nicht nur der letzte bedeutende König des Reiches Himyar in Südarabien, sondern der einzige (nachweislich) jüdische Herrscher dieses Reiches. Er regierte etwa von 521/522 bis 529/530.
- Eine von mehreren 1970 gefundenen Inschriften aus Hadir bei Tanim, östlich von Sanaa, enthält eine Liste der 24 Priesterkasten Judäas (Mishmarōt ha-Cohanīm).[10] Der russische Forscher Grjaznervic machte es sich 1971 zur Aufgabe diese Inschriften lückenlos zu fotografieren.

- Eine weitere aufschlussreiche Quelle, wiederum eine südarabische Inschrift, hält fest, dass Jahuda sein Haus Jakrub gebaut und vollendet habe. Die Forschung geht davon aus, dass es sich um eine Synagoge gehandelt haben muss. Neben dem sabäischen Text erscheint dabei auch ein hebräischer Satz, einzigartig für Südarabien, der folgendermaßen übersetzt bedeutet: „Amen, Friede, Amen“. Die Inschrift gibt die Auftraggeber, König Dhara Amar Aiman von Saba und Dhu-Raydan wieder und die Vergabe einer Vollmacht zum Bau einer Synagoge.[11]

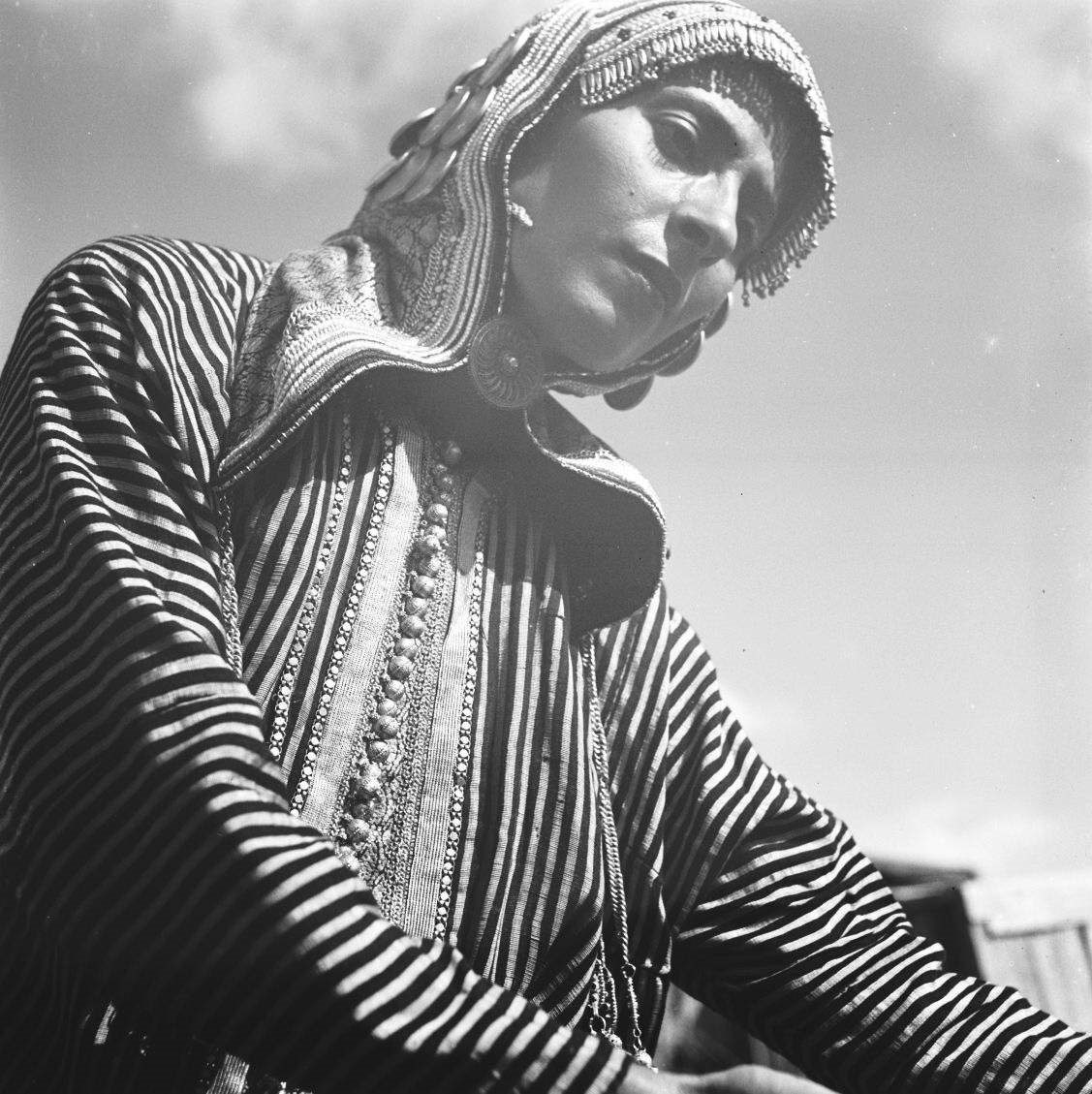
Eine jemenitische Jüdin

- Eine jemenitische JüdinIn den ersten Jahrhunderten christlicher Zeitrechnung standen die Juden Himyars in engem Kontakt zu Tiberias und Galiläa. Bei den Ausgrabungen in Bet Sche’arim wurden aus dem 3. und 4. Jahrhundert stammende Grabstätten von Juden aus Himyar gefunden. Häuserbau und Baufortschritte auf Inschriften lassen den Schluss zu, dass Synagogen gemeint waren.

- Unter Yusuf Asʾar Yathʾar kam es zu Christenverfolgungen. Nach einem mehrjährigen Krieg gegen das von Byzanz unterstützte christliche äthiopische Reich von Aksum unter Negus Ella Asbeha, verlor Yusuf Asʾar Yathʾar seine Macht. 525 wurde der Jemen von den Aksumiten erobert und das Christentum zur Staatsreligion. Mit Sumyafa ʿAshwaʿ wurde ein eigener Vasall Aksums eingesetzt. Auch eine jüdische Quelle nimmt Bezug auf Auseinandersetzungen mit politischen Fragen, Fragen der Beherrschung der Handelswege, Gegenstände, die zum Krieg mit den Christen führten, worauf zuerst die aksumitische und später die persische Besetzung Jemens folgte.[12] Himyar wurde dabei von den Juden Tiberias unterstützt.

## Das Verhältnis der jemenitischen Juden zu den Juden Babylons und Ägyptens

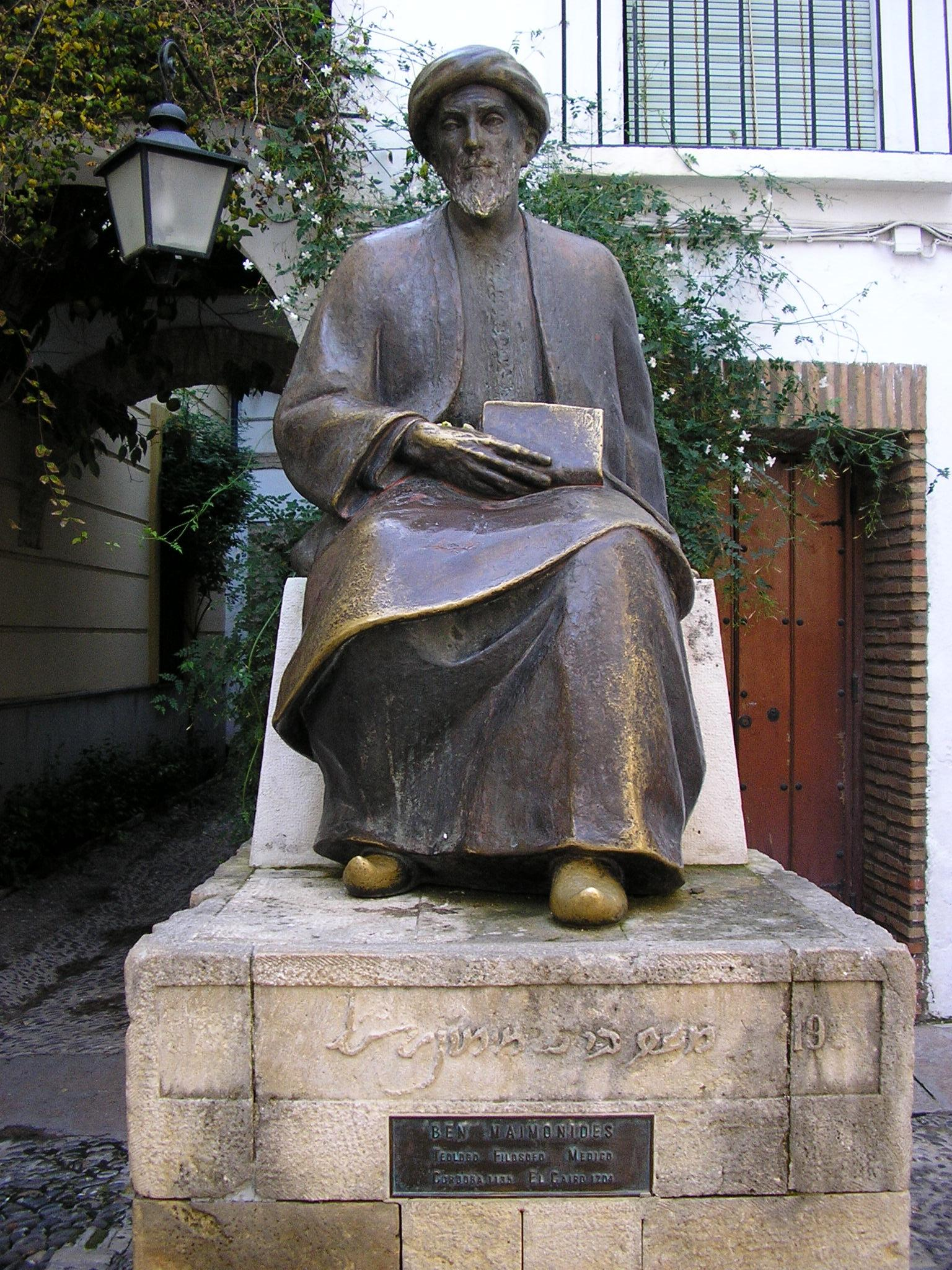
Moses Maimonides-Statue

Die Verbindungen der Juden Jemens zu den übrigen jüdischen Gemeinden, insbesondere Babyloniens und Ägyptens waren eng. Spirituelle Wegweiser in jener Zeit (zwischen 882 und 942) waren der bekannteste der Geonim, Rabbiner und gleichzeitig prominenter jüdischer Philosoph und Exeget, Said al-Fayyumi (auch: Saadia Gaon) sowie der jüdische Philosoph, Arzt und Rechtsgelehrte Moses Maimonides. Von Saadia Gaon übernahmen die Jemeniten die Fünf Bücher Mose und die Makkabäer-Rolle (Megila Ha-Haschmonaim). Saadia Gaon steht auch Pate für Gebete und Gedichte zum Sabbath und für Feiertage, welche ebenfalls in die jemenitische Tradition übergingen. Im gegenseitigen kulturellen Austausch wurden Talmudschulen (yeschīwot) in Sura durch die jemenitischen Juden finanziert, andererseits verehrten die Leiter der babylonischen Talmudschulen bedeutende Persönlichkeiten im Jemen mit dem Titel Nagid (hebräisch, Pl. Negidim, Führer einer jüdischen, meist sephardischen mittelalterlichen Gemeinschaft).
–
Nachdem im 12. Jahrhundert im Jemen ein falscher Messias aufgetreten war und dieser – trotz großer jüdischer Anhängerschaft – entlarvt werden konnte, wurden viele Juden in der Folgezeit gezwungen, zum Islam überzutreten. Wer sich widersetzte, wurde (hart) bestraft oder gar getötet. Beistand und Hilfe erhoffte man sich im Gegenzug von Moses Maimonides. Dabei entstand im Jahr 1172 auf Petitionen hin das als Iggeret Temān (Brief nach Jemen) bekannt gewordene Antwortschreiben aus Kairo.
Die in der Geniza Kairos aufbewahrten Dokumente geben heute einen recht umfassenden Einblick in die Verbindungen der jemenitischen Juden mit ihren jüdischen Nachbarn rund um das Mittelmeer und Regionen des Nahen Ostens. Der jüdische Welthandel dieser Zeit erstreckte sich immerhin von Spanien in Südeuropa bis nach Indien hin. Viele jemenitische Juden waren aus dem Jemen in verschiedene Regionen jüdischer Siedlungsgebiete ausgewandert. Andererseits kamen viele Juden aus anderen Ländern nach Jemen und begründeten hier eigene Gemeinden.

## Jüdischer Welthandel

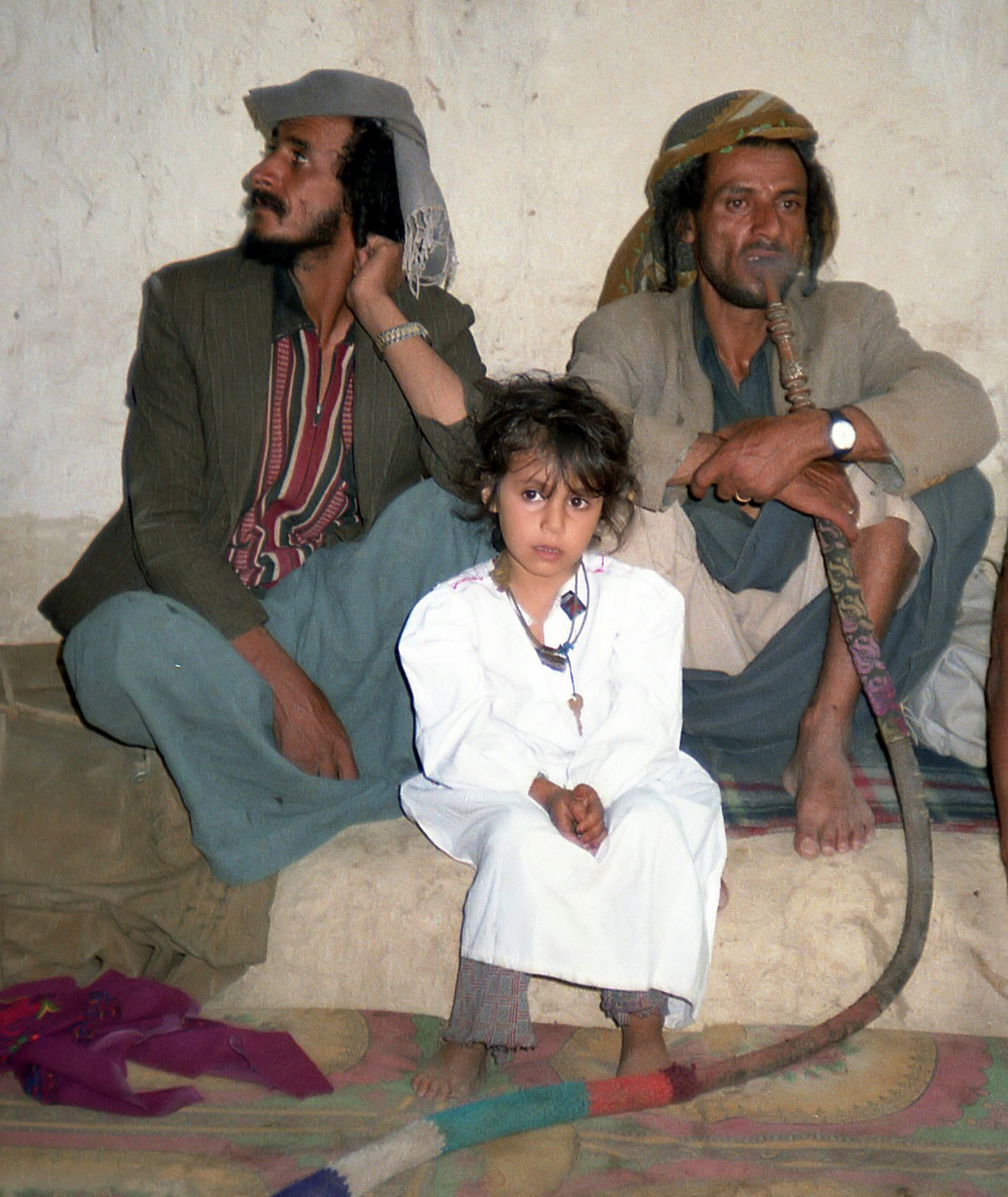
Jemenitische Juden in Sa'da

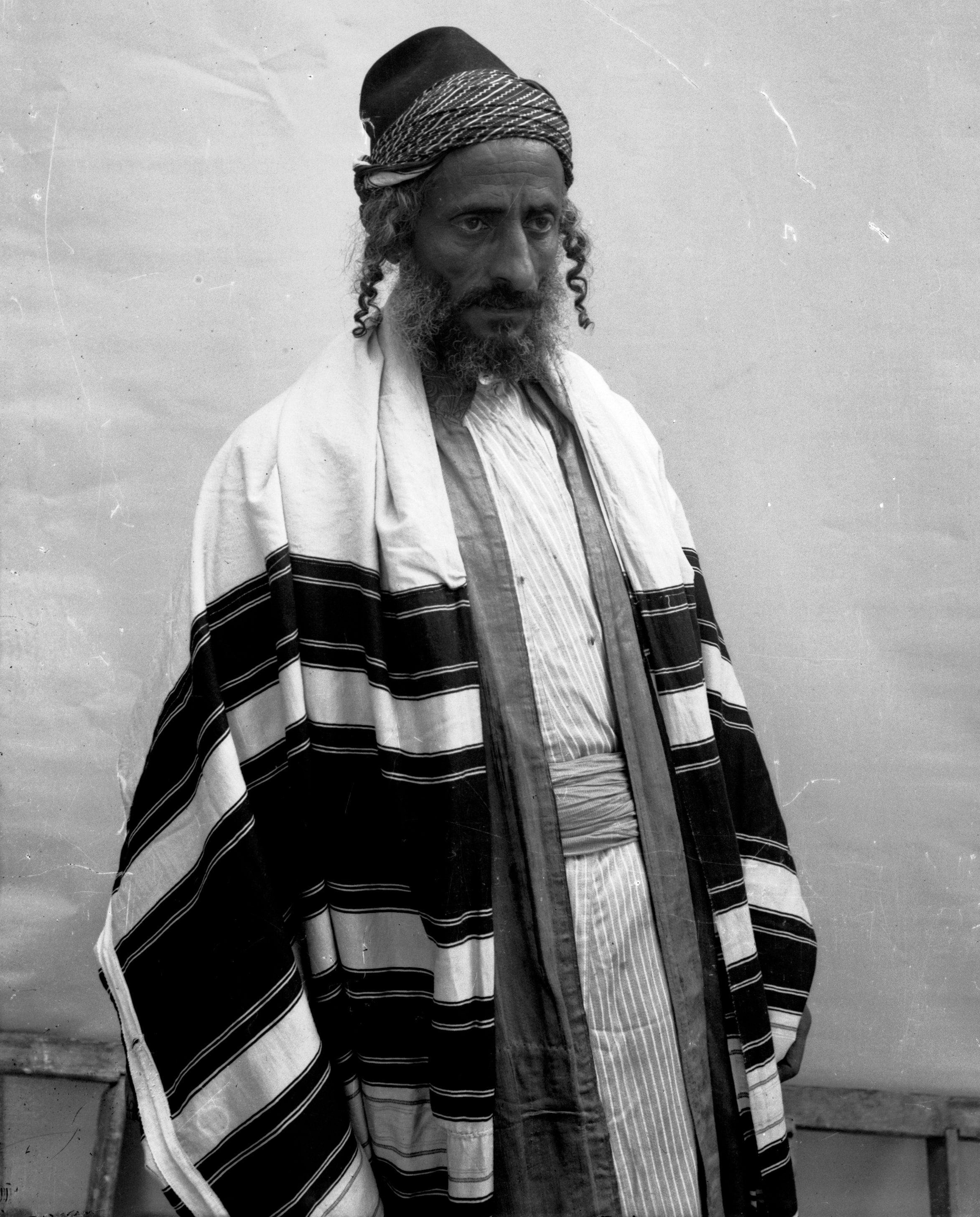
Jemenitischer Jude in Jerusalem (Ende des 19. Jahrhunderts)

Bis in das 10. Jahrhundert war Bagdad Zentrum des islamischen Reichs und Hauptstadt des Welthandels. Mit einer Erstreckung über die Regionen Rom, Byzanz, China, Indien, Ägypten und Arabien wurden die Waren und Schätze der Welt gehandelt. Die Haupthandelsroute führte in jenen Jahrhunderten unweigerlich durch den Persischen Golf. Überlieferungen des Ibn Chordadhbeh (846–885) beschreiben detailliert die Seewege nach China und Indien; daneben jene nach Aden.
Ab Mitte des 10. Jahrhunderts verlor Bagdad seine Stellung als mittlerweile größter Handelsplatz an Misr (al-Fusṭāṭ) = Alt-Kairo, (al-Qāhira). Während der Herrschaft der Fatimiden verlagerte sich der Handel der islamischen Staaten zum Roten Meer nach Ägypten. Von dort ließen sich schnell Handelsbeziehungen nach Palästina, Syrien, Mekka, Medina sowie zum seinerzeit von den Sulaihiden beherrschten Jemen aufbauen. Es folgten Byzanz, Amalfi, Pisa, Genua und Marseille.
1000 n. Chr. vermerkte al-Muqaddasi:

„...sie (Kairo) hat Baghdad ausgelöscht, ist der Ruhm des Islam, das Zentrum des Handels der Welt…, das Schatzhaus des Westens und das Lagerhaus des Ostens,...“

Der Jemen profitierte von dieser Handelsmacht aus Kairo, denn die Herrschaftshäuser der Fatimiden und der Sulaihiden unterhielten enge Beziehungen zueinander.

## Die Rolle der jüdischen Kaufleute im 11./12. Jahrhundert
Seit der Spätantike verfiel Aden als Handelstrabant des Weltwirtschaftsverkehrs an die Bedeutungslosigkeit, blühte allerdings als Aufnahme- und Hauptstapelplatz für den Handel Kairos nach Indien wieder auf. Aden fungierte als Emporium für den auf Kairo ausgerichteten Indien- und Chinaverkehr.
Soweit festgestellt werden kann, dass der Fernhandel bis zum 11. Jahrhundert in den Händen muslimischer, persischer und christlicher Kaufleute gelegen haben muss, muss Aden im 11. und 12. Jahrhundert andererseits im jüdischen Handel die Hauptrolle zugefallen sein, daneben noch den Kopten. Die Rolle der Juden in diesem Zusammenhang erklärt sich wohl folgendermaßen: Die in Kairo herrschenden Fatimiden waren religiös betrachtet Fremdlinge in Ägypten. Da es Kairo an einschlägiger Erfahrung im Welthandel fehlte, Klassen von Großkaufleuten gab es nicht, anders als im gerade untergegangenen Baghdad, zogen die Juden den Fatimiden aus dem Maghreb nach und in Kairo ein. Für die Juden erschloss sich ein großes Betätigungsfeld. Aus bloßer Notwendigkeit wurden sie und die ebenfalls beargwöhnten Christen toleriert. Als sich dann doch Verbünde von Großkaufleuten bildeten, wie die so genannten Karim-Kaufleute, endete der jüdische Einfluss auf den Welthandelsverkehr im Jemen wieder.
Handelswaren jener Zeit waren: Textilien und Gewänder (Flachs, Leinen, Baumwolle und Seide), Farbstoffe, Gewürze, Arzneien, Aromaten (z. B. wurde kretischer Thymian nach Jemen exportiert), Kupfer (zur Herstellung der meisten der in Küche und Haushalt verwendeten Geräte), Zinn und Blei. Daneben gab es Eisen, Olivenöl, Wachs, Seife, getrocknete Früchte, Rosinen, Zucker, Käse und Wein. Auch Papier war ein begehrtes Handelsgut.

## Die Juden in Aden

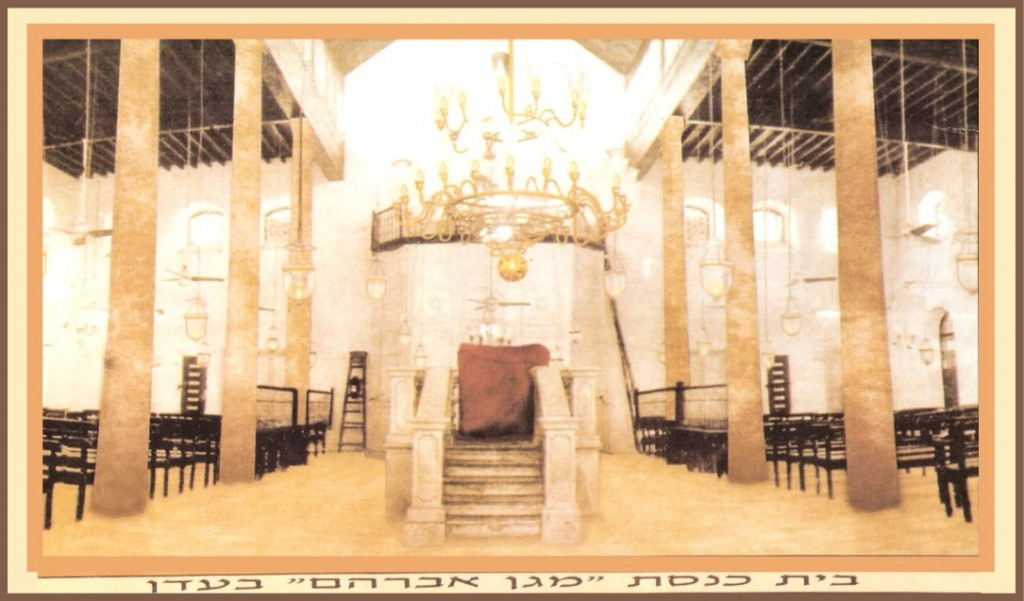
Magen-Avraham-Synagoge in Aden aus dem Jahr 1858; 2000 Gläubige hatten darin Platz; sie wurde beim Pogrom von Aden 1947 zerstört

Aden war in der Antike, in der (alt-)südarabischen Zeit, eine sehr bedeutende Stadt. Entsprechend diesem Bedeutungsgrad darf unterstellt werden, dass Juden in dieser Zeit in der Stadt lebten. Grabungen im israelischen Bet Sche’arim belegen, dass Juden zu Zeiten der Mishna in Aden gelebt hatten, denn es traten dort anlässlich der Freilegung einer Halle, Gräber zutage, die Juden aus Aden zugeordnet werden konnten. Zur Zeit der Gaonim war Aden zudem ein wichtiger geistiger Mittelpunkt und aus den Kulturzentren Ägyptens, Babylons, Syriens und Eretz Israels strahlte die jüdische Gelehrsamkeit in den Südjemen ein. Zeugnisse hierfür finden sich in der Geniza der Ben-Esra-Synagoge in Kairo, denn in einem der Dokumente lassen sich Instruktionen des jeminitischen Herrschers Adens Madmon Ben Yafter Ben Bendar, gerichtet an Halfon Ben Nethaniel Halevi aus Fustāt herauslesen, welche deutlich nahelegen, dass im 10. Jahrhundert Juden in Aden siedelten. Zwischen dem 11. und dem 13. Jahrhundert existierte ein großer jemenitischer Austauschmarkt mit den asiatischen Regionen in Ost und West. Juden nahmen dabei oft administrative Aufgaben im Schifffrachtverkehr als Hafenbeamte wahr. Khalfon bin Bandar gar war als Jude Oberzollaufseher des Sultans.
Die Bedeutung Adens als Wirtschaftsmittelpunkt versiegte in der Folgezeit zunehmend. Der Verfall beschleunigte sich, als die Portugiesen den Seeweg nach Indien um das Kap der Guten Hoffnung aufgetan hatten. Die Briten eroberten Aden im Jahr 1839. Zu dieser Zeit bereits war die ehemalige Metropole zu einem Fischerdorf mit 600 Einwohnern zusammen geschmolzen. Die Hälfte der Einwohner rekrutierte sich dabei aus jüdischen Bürgern.
Ein geradezu sprunghafter wirtschaftlicher Aufschwung war Aden wieder beschieden, als 1869 der Suezkanal eröffnet wurde und sich die Seewege nach Europa und Übersee deutlich verkürzten. Die Juden erhielten in Aden bereits seit den 1840er Jahren rechtliche Gleichbehandlung gegenüber den Muslimen zugestanden und die (bereits erwähnte) Kopfsteuer fiel. Da die wirtschaftlichen Beschränkungen wegfielen, konnten sich große jüdische Handelsfamilien am Markt etablieren. Besonders hervorzuheben ist dabei die Familie Benin Menahem Messa („the coffee king“), die weltweiten Kaffee-Export betrieb.
Nahezu die komplette jüdische Bevölkerung wanderte in der Zeit zwischen Juni 1947 und September 1967 aus. Hintergrund waren immer stärkere Anfeindungen der Juden der Stadt. Diese gipfelten im Dezember 1947 im Pogrom von Aden, einem gewalttätigen Angriff von Muslimen gegen die jüdische Mizrachim-Gemeinschaft in Aden. 82 Juden wurden getötet und 76 weitere verwundet. Daneben wurde die tradierte jüdische Gemeinde Adens so verwüstet, dass ihrer Jahrtausende alten Geschichte ein Ende bereitet war. Die meisten ließen sich nach ihrer Flucht in Israel nieder. Größere Diasporen sind noch im Vereinigten Königreich anzutreffen und vereinzelt in anderen Ländern.

## Die Juden des Hadramaut
Auch im östlichen Teil des Jemen, im Hadramaut, lebten Juden, die eine sehr alte Gemeinschaft bilden. Sie zählten zu den Mizrachim (ʿEdot Hamizraḥ), den orientalischen Juden. Nach der Vertreibung der Juden aus dem Hedschas durch Mohammed bildeten sie neben den Juden von Aden die größten Gemeinschaften in der Region. Aufgrund ihrer Abgeschiedenheit wurden sie erst in den 1940er Jahren der breiten Weltöffentlichkeit bekannt. Trotz unverwechselbarer eigener Traditionen konvertierten viele zum Islam. Mit Gründung Israels kehrten sie geschlossen zurück ins Gelobte Land. Die Zentren der hadramautischer Juden lagen vorwiegend in Tarim, asch-Schihr, al-Mukalla und Sai'ūn. Als Familienverbände stachen insbesondere die Ben Haneen, die Ben Haiem, Ben Yaze'a, Ben Zaghio, Ben Ysra'ail und die Ben Qatian hervor, die sich im Zeitraum von 1509 bis zu den 1960er Jahren alle zum Islam bekehren ließen.

## Die Juden von Ḥabbān
Ḥabbān liegt auf halber Strecke zwischen Aden und dem Hadramaut in der Provinz Schabwa. In mancher Hinsicht unterscheiden sich die in dieser Gegend ansässigen Juden von denen anderer südarabischer Landesteile. Diese Unterschiede machen sich in Gebräuchen, Gebeten, Kleidung und in der äußeren Erscheinung bemerkbar. Die Juden dieses Landstrichs ließen sich im Gegensatz zu den übrigen Juden im Jemen das Kopfhaar wachsen und ebenso die Bärte. Andererseits rasierten sie sich den Schnurrbart. Sie umarmen einander nicht bei Begegnungen, sondern umschlingen ihre Hände und heben sie verschränkt in die Höhe. Ein Frageritual begleitend küsst einer die Hand des anderen und umgekehrt. Dies wiederholt sich mehrere Male. Die Ḥabbān-Juden sind weder cohanitischer noch levitischer – also priesterfamiliärer – Abstammung. Daraus wurde schon hergeleitet, sie seien unmittelbare Nachkommen der Zehn Stämme des Nordreichs Israels. Trotz ihres kleinen homogenen Gemeinwesens stehen sie in guten Kontakten zu ihren Glaubensnachbarn. Auch gegenüber der muslimischen Obrigkeit waren sie privilegiert, denn außer der Kopfsteuer wurde ihnen nichts abverlangt. Sie waren traditionell alle Silberschmiede, gingen aber auch dem Gold- und Hufschmiedehandwerk nach. Für den Privatgebrauch kultivierten sie einiges gepachtetes Land.
Die ḥabbānischen Juden unterteilten sich in mehrere Hauptfamilien; dies waren die Familien al Adani, Doh, Hillel, Maifa'i, Ma'tuf, Shamakh, Bah'quer und D'gurkash. Sie hatten zwei Synagogen, Ritualbäder einen religiösen Gerichtshof und Schulen. Männliche Analphabeten unter den ḥabbānischen Juden gab es nicht.
Im 16. Jahrhundert wurde ihnen aufgrund einer taktischen Einzelleistung durch Suleyman den Weisen in Ḥabbān ein eigenes Stadtviertel zugewiesen. Schwere Dürren brachten die Ḥabbān-Juden im späten 17. Jahrhundert dann in existenzielle Not, denn viele starben. Die Familienplanung stockte aufgrund eklatanten Frauenunterschusses. Es begannen die ersten groß angelegten Auswanderungen. Insbesondere die Familien der Bah'quer und D'gurkash verließen den Jemen, um sich in die Dienste der Fürsten der indischen Nizam in Hyderabad oder der Grossmoguln beziehungsweise der omanischen Said-Dynastie zu stellen. Die verbliebenen Familien der al Adani, Doh, Hillel, Maifa'i, Ma'tuf und Shamakh dezimierten sich aufgrund der Dürren so weit, dass die Ḥabbān-Population Ende des 18. Jahrhunderts kaum 50 Personen zählte. Konversionen zum Islam und Heiraten außerhalb der eigenen Gemeinschaft ließen die Bevölkerung nochmals ansteigen. Mit den Hauptauswanderungswellen der Nachkriegszeit verließen aber auch sie das Land, um ins verheißungsvolle Palästina auszuwandern.

## Vom 17. ins 19. Jahrhundert

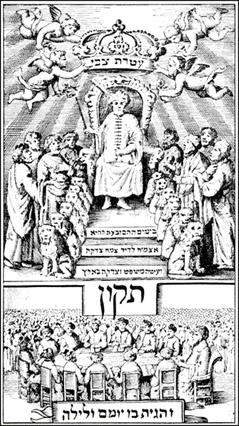
Inthronisation des Schabbtai Zvi

Im 17. Jahrhundert dramatisierte sich die Lage für die Juden. Imām al-Qāsim (der Große) verordnete Gesetze, die die Lebenssituation der Juden noch mehr einengte als vormals. Nunmehr wurden auch Handelsbestimmungen eingeschränkt, so wurde der Handel mit Wein und Arak (Weinbrand) verboten. Der Übertritt zum Islam wurde verbindlich angeordnet. Jemen wurde zur Heiligen Erde deklariert. Soweit sich unter Imam al-Qāsim die weitergehende Zuspitzung der Lage bereits andeutete, vollzog sein Nachfolger Ahmad bin Hasan ibn al-Imām al-Qāsim Mitte der zweiten Jahrhunderthälfte die Durchsetzung der Gesetze rigoros. Die Regierungszeit seines Amtsvorgängers war noch vom langen und letztlich erfolgreichen Abwehrkampf gegen die Türken gekennzeichnet. Hungersnöte, Missernten und Krankheiten wie die Pest trieben die Juden nach Sanaa, den Sitz der Landesherrschaft.
Im 17. Jahrhundert wurde Schabbtai Zvi (1626–1676) von großen Teilen der jüdischen Bevölkerung als Erlöser und Messias gefeiert. Er vermittelte so große Hoffnungen auf ein besseres Leben, dass man sich aus den knechtschaftlichen Regelwerken entfesselte und die Gesetze dabei bewusst missachtete. Als Schabbtai Zvi zum Islam übertrat, brach im Land eine Krise aus, in deren Verlauf der Zwang zur Islamisierung sich deutlich verstärkte und alle Verweigerer aus der Stadt verbannt wurden an einen glühend heißen Ort, die Mauza am Roten Meer. Der Hauptauszug der Verbannten datiert 1679. Die Juden prägten den Begriff des Galut Mauza (Exil in Mauza).
Damit wurde andererseits klar, dass die Abwesenheit der Juden und deren Handwerks im Land eine Folgekrise auslösen würde, die kaum beherrschbar wäre. Die verbliebene Bevölkerung kam ohne das zuletzt allgegenwärtige jüdische Handwerk schlicht nicht aus. Reparaturen der Nutzwaren wurden nun unmöglich, und auch die Nachfrage nach Schmuck blieb in den aristokratischen Kreisen zunehmend unbefriedigt. Dieser desolate Zustand führte zu einem Umdenken bei den Muslimen. Unter Versprechungen von Vergebung und Bleiberecht wurden die Juden nach Sanaa zurückbeordert und im Viertel Bir al-Azab außerhalb der Stadt untergebracht, denn ihre ehemaligen Stadthäuser waren von Muslimen in Beschlag genommen worden.
Bemerkenswert war die gebräuchliche Bezeichnung der Großen Synagoge in Sanaa ursprünglich namens Kanīssa al-Ulamā, die während der Verbannungszeit den unrühmlichen Namen Masğid al-Ğala (Moschee der Verbannten) erhielt, nachdem sie in eine Moschee umgewandelt worden war. Aus den jüdischen Ritualbädern wurden zeitgleich öffentliche Hamame. Festgehalten sind die tragischen Ereignisse in der Dichtung (Lied) des Poeten Shalom Shabazi.
Im späten 19. Jahrhundert begann die große Auswanderungswelle der Juden nach Palästina. 1882 kamen die ersten Einwanderer nach Palästina. Von 1908 bis 1914 verdoppelte sich der Zustrom jemenitischer Juden nach Jerusalem und Umgebung nahezu. Sie waren vornehmlich als Landwirtschaftsarbeiter und Handwerker beschäftigt.

## Messiaserwartungen der Jemeniten im 19. Jahrhundert
Viele Araber und ebenso Jemeniten pflegten während des 19. Jahrhunderts hohe Messiaserwartungen. Personen, die in diesem Zusammenhang eine Rolle spielten, waren:
- Shukr Kuhayl I (1861–65)[36]
- Shukr Kuhayl II (1868–75)[37]
- Joseph Abdallah (1888–93)[38]

Ausweislich der Berichte des Weltreisenden Jacob Saphir, glaubten die jemenitischen Juden während dessen Reisen in den 1860er Jahren noch mehrheitlich an die Verkündungen von Shukr Kuhayl I.

## Im 20. und 21. Jahrhundert

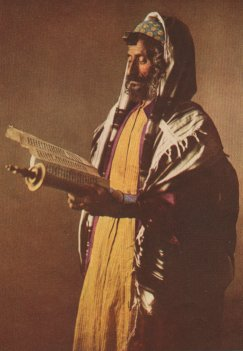
Jemenitischer Jude 1914

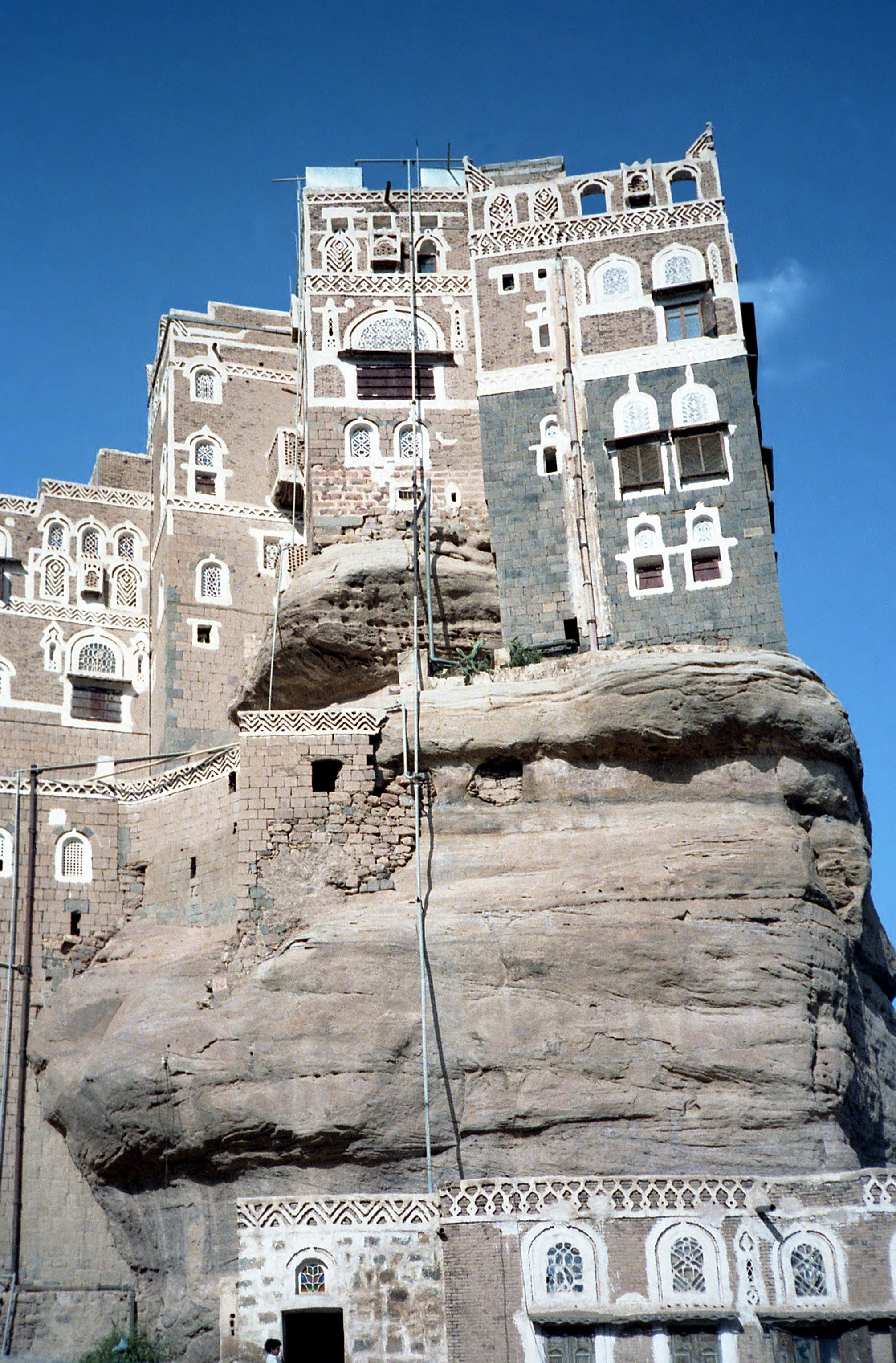
Sommerpalast des Imām Yaḥyā

Schon Anfang des 20. Jahrhunderts brach Imām Yahyā (arabisch يحيى محمد حميد الدين, DMG Yaḥyā Muḥammad Ḥamid ad-Dīn; 1869–1948, Imam und König des Jemen von 1904–1948) mit der neu gewonnenen Freiheit der Juden. Er ließ die jüdischen Mitbürger wissen, dass die Omar-Bedingungen als wieder eingeführt gelten und einzuhalten seien. Die Verbotsliste wurde wieder eingeführt und sogar noch schikanös erweitert. So durften Juden nur noch im Damensitz Pferde reiten, ein Muslim durfte im Vorbeigehen von ihnen nicht berührt werden, Geld durfte nicht auf Zinsen verliehen werden, weil dies zum Weltuntergang führen würde, und jederzeit musste einem Muslim gegenüber Ehre bezeugt werden.
Kraft gesetzlicher Anordnung mussten Juden die Latrinen säubern. Am nachhaltigsten schmerzte die Juden die Wiedereinführung des sogenannten Waisengesetzes. Ein Waise galt dabei als von Geburt an muslimisch und damit als im natürlichen Glauben geboren. Aus Sorge, dass ihre Kinder im Falle des Todes der Eltern zwangsweise Muslime würden, verheirateten viele Juden bereits sieben- bis achtjährige Kinder, um ihnen den eigenen Status einer Familie zu verleihen und sie unabhängig vom Ableben der Eltern religiös abzusichern.
Im Jahr 1947 kam es zu religiös motivierten Pogromen in Aden gegen die jüdische Gemeinde der Stadt. Bis 1948 waren bereits 100.000 jemenitische Juden nach Eretz Israel ausgewandert. In den Jahren 1949 und 1950 wurden unter dem Decknamen Operation fliegender Teppich etwa 50.000 jüdische Jemeniten nach Israel ausgeflogen. Mitte 2009 lebten im Jemen nur noch etwa dreihundert Juden. Die stetig sich wiederholenden Anschläge der Al-Qaida führten in jüngster Vergangenheit dazu, dass eine Mehrzahl von Familien im Juni 2009 nach Israel emigrierte und im März 2011 die jüdischen Gemeinden ihre Siedlungen vollends ganz aufgegeben haben.
2016 wurden 17 Juden außer Landes geschmuggelt. Ende März 2021 haben dreizehn jemenitische Juden ihr Heimatland in Richtung Ägypten verlassen. Damit verbleiben nur sechs Juden im Jemen, fast alle im gehobenen Alter.

## Verschwundene Kinder
Vor allem in den Jahren 1948 bis 1954 waren in Israel einige Tausend Säuglinge und Kleinkinder verschwunden, deren Eltern gerade aus dem Jemen und einigen Ländern des Nahen Ostens sowie des Balkan im jungen Staat angekommen waren. Schätzungen zufolge sollen es bis zu 5000 Kinder gewesen sein, die vor allem aus den Übergangslagern, in denen die Familien anfangs lebten, geholt wurden und von ihren Angehörigen nie wieder gesehen wurden.
Viele jemenitische Juden warfen den israelischen Behörden vor, sie gezielt an kinderlose Juden aus Europa weitergegeben zu haben. Viele Schicksale konnten nie eindeutig geklärt werden. Die Vorwürfe des staatlich organisierten Kinderraubs blieben bestehen. Erst sieben Jahrzehnte später drückte die Regierung ihr Bedauern über das Geschehene aus und wird Entschädigung an die betroffenen Familien zahlen.

## Jüdische Handwerks- und Handelstradition
Mehrheitlich waren und sind die Juden Jemens Handwerker. Ein Teil war als Händler tätig.
Einige Familien trieben von Mocha, Manacha, Sanaa oder Taizz aus Handel mit Kalkutta, Bombay und Cochin in Südindien, wo sie Handelsniederlassungen für den jemenitischen Import betrieben. Mit der britischen Besetzung Adens ging der jüdische Handel im Land bis zur Bedeutungslosigkeit zurück.
Anders das jüdische Handwerk im Jemen: In der Neuzeit (18. Jahrhundert) waren die Juden berühmt für ihre Künste im Silberschmiedehandwerk. Ebenso bedeutend waren ihre Fertigkeiten als Münzmeister der Imame. Mitte des 19. Jahrhunderts besuchte der Gelehrte Jakob Saphir aus Jerusalem den Jemen und Aden. Er hielt fest:

„Die Araber im Jemen üben kein Handwerk aus…Sie haben Felder, Weinberge und Landgüter und betreiben Handel. Die Juden üben fast alle Gewerbe aus: Silberschmiede, Schmiede, Blechschneider, Schneider, Weber, Lederverarbeitung, Töpferei, Schießpulverherstellung u. a.“

Nach der Rückkehr der Juden aus ihrer Verbannung nach Mauza, entwickelte sich ein Symbioseverhältnis zwischen Juden, die nahezu jedes Handwerk ausübten, und Muslimen, die Landwirtschaft betrieben und damit den Handelsgegenwert für den Einkauf der jüdischen Produkte sicherstellten. Es bestand insoweit Tauschhandel. Not, Dürre und Kriege ließen die landwirtschaftlichen Tauschgüter oft ausfallen, weshalb sich die Juden mobil zeigen mussten, um ihre Waren absetzen zu können. Von 100.000 Juden im Jemen lebten Anfang des 20. Jahrhunderts vier Fünftel in Dörfern, verteilt auf über 1000 Siedlungen im ganzen Land.
Die Auswanderung vieler Juden nach Palästina riss Lücken in die Großfamilien und damit in die Produktionsabläufe des Familienhandwerks. In kleinen Dörfern reichte die Anzahl der Männer nicht mehr aus, um den Minjan abhalten zu können. Die verbliebenen Familienmitglieder gaben daher ihren Wohnsitz auf und zogen fort in größere Siedlungen oder Städte. Mit der jüdischen Massenauswanderung ging das traditionelle Handwerk nahezu ganz verloren. Die Auswanderung von Südarabien nach Israel betraf insbesondere den Zentral-Jemen, Süd-Jemen, Aden und Habbān. Im nördlichen Teil Jemens bestehen bis heute jüdische Siedlungen, deren jüdische Einwohner immer noch als Silberschmiede tätig sind.

## Die rechtliche Stellung der Juden im Jemen

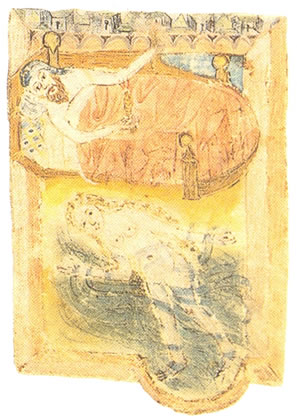
Illustration einer Miqweh

In den Jahren 643 und 644 flohen viele Juden und Christen, die sich nicht zum Islam bekehren lassen wollten, aus Nadschd, Chaibar und dem Hedschas nach Südarabien. Dort wurde ihnen – wie in allen islamischen Ländern – die Fremden-Steuer (al-ğizya) auferlegt, wenn sie sich der Bekehrung zum islamischen Glauben widersetzten. Im Gegenzug genossen sie den Status eines geschützten Bürgers. Diese Steuer war progressiv aufgebaut und zwang Wohlhabende mehr zur Kasse als die Armen. Insoweit nochmals der Koran:

„...Und wir hätten nie (über ein Volk) eine Strafe verhängt, ohne vorher einen Gesandten (zu ihm) geschickt zu haben.“

Zusätzlich zur Fremdensteuer kamen weitere Diskriminierungen hinzu, die von dem noch in der Fluchtwelle 644 von einem christlichen Sklaven ermordeten Kalifen Omar eingeführt wurden und als Omar-Bedingungen gefürchtet waren. Danach durften Juden über viele Jahrhunderte keine neuen Synagogen bauen und bestehende Synagogen nicht renovieren. Sie durften nicht laut beten und ihre Kinder nicht den Koran lehren. Blaue oder gelbe Bänder beziehungsweise Stoffe sollten getragen werden, um eine optische Unterscheidung zu Muslimen zu gewährleisten. Männern war es nicht erlaubt, Gürtel und/oder Schwerter zu tragen. Eigene Tauchbäder (miqweh) in den Haushalten waren verboten, ebenso war Pferdehaltung nicht erlaubt. Häuser durften keinesfalls höher gebaut werden als die ihrer muslimischen Nachbarn. Als Transportmittel durften lediglich Esel gehalten und eingesetzt werden. Das Reiten dieser Tiere war nur ohne Sattel gestattet. Ringe aus Gold und Silber waren für Frauen tabu. Mit Regierungsgeschäften hatte sich ein Jude ebenso wenig auseinanderzusetzen wie mit muslimischen Untergebenen. Im Erbfall galt islamisches Recht. Zusätzlich zur al-ğizya konnte vom Dhimma unter Umständen auch noch eine weitere Sondersteuer, die so genannte Kharaj, abverlangt werden.
Diese Regeln wurden unterschiedlich streng vollzogen, oft gar nicht eingehalten. In friedlichen Zeiten half hierbei oft die Zahlung höherer Schutzsteuern, womit ein verhältnismäßig bequemes Leben erkauft wurde. Des Weiteren erwirkte die Schutzsteuer Fortbewegungs- und Siedlungsfreiheit für Juden, Ausübungsfreiheit religiöser Kulte, gemeindliche Selbstverwaltung und eine eigene Rechtsprechung, die sich nicht in Widerspruch zu Angelegenheiten setzen durfte, die nicht innerjüdischer Herkunft waren.
Die letzten Juden Jemens sind zuletzt wieder Verfolgungen ausgesetzt und haben Anfang 2011 Israel und die USA aufgefordert, sie aus dem Land auszufliegen.

## Religion und Kultur

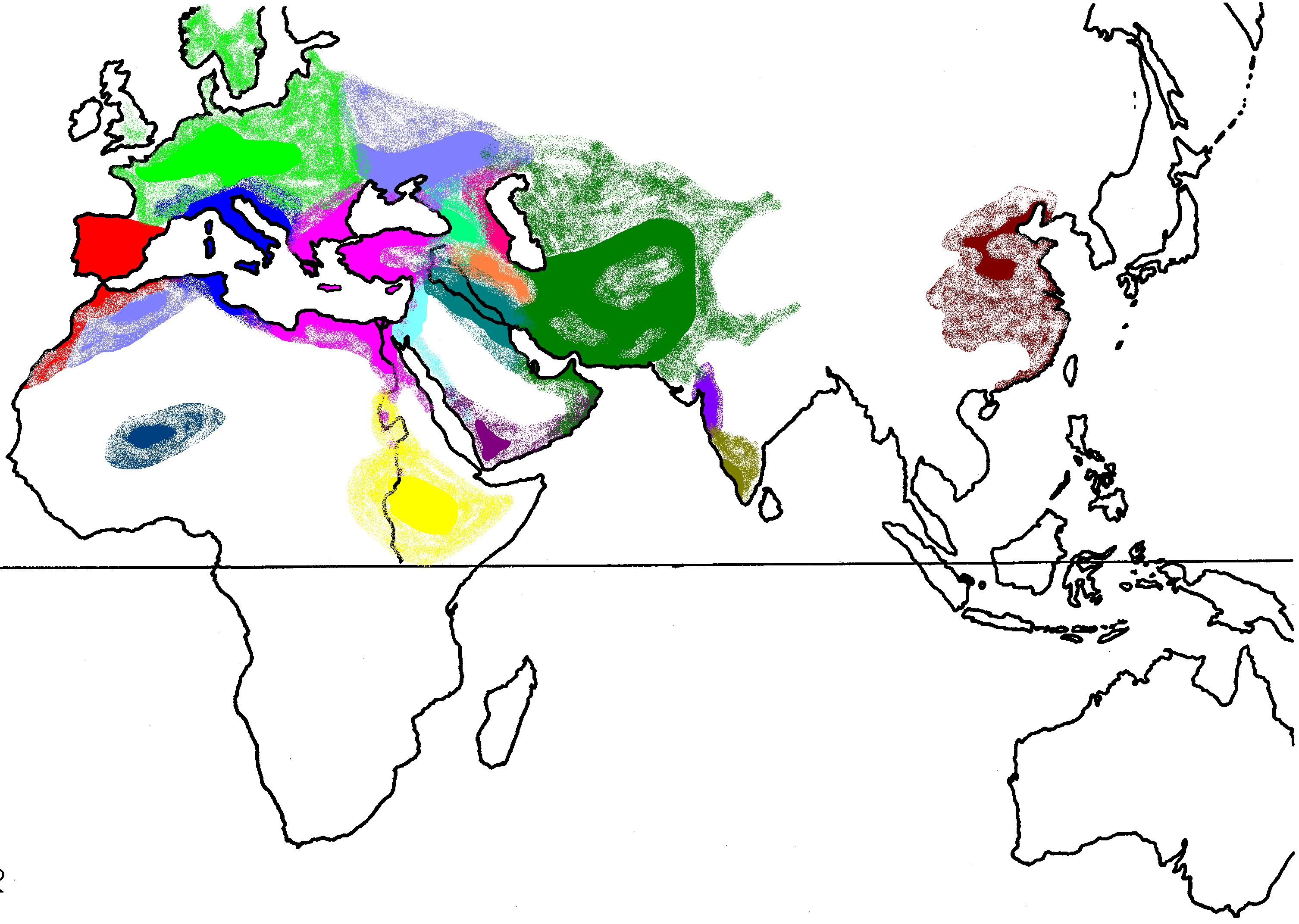
Verteilungskarte jüdischer Diaspora (ca. 1490)

Das schriftliche Erbe der jemenitischen Juden ist recht reichhaltig und zudem teilweise erhalten. Es umfasst Arbeiten auf den Gebieten der Philosophie, der Sprache, der medizinischen Wissenschaften und derjenigen, die verschiedenen Aspekte jüdisch-religiöser Überlieferungen beinhalteten. Handschriften aus den Gebieten Jemens werden als besondere Schätze in den großen Bibliotheken der ganzen Welt verwahrt. Die religiösen Inhalte der Thora und ihres Studiums überwiegen in der der Nachwelt erhaltenen Literatur. Diese spezifisch jüdischen Themen umfassen alle Gebiete von Religion und Tradition. So z. B.: die Mischna, als wichtigste Sammlung religionsgesetzlicher Überlieferungen des rabbinischen Judentums, das Talmud, das nach dem Tanach – der heiligen Schrift des Judentums – bedeutendste Schriftwerk des Judentums, oder die Halacha, Inbegriff des rechtlichen Teils der Überlieferungen des Judentums. Weitere behandelte Themenkreise sind die Schächtgesetze, religiöse Gebote, die Schriften des Maimonides und die Kommentare zu seinen Werken, Gebetbücher, die mystische Tradition des Judentums, die Kabbala, und die so genannte Fragen und Antworten (hebr. She'elot uTeshuvot), die die religiösen Vorschriften in einfacher Form zum Memorieren darbieten.
Daneben existiert eine Vielzahl weltlicher Schriften, vor allem weltliche Literatur, Dichtung in hebräischer und arabischer Sprache, ergänzt durch philosophische und ethische Werke sowie Arbeiten zu den Themen Astronomie und Medizin.

### Religiöse Gruppen innerhalb des Judentums im Jemen
Drei Hauptgruppen religiöser Entwicklungen gilt es innerhalb der Gemeinschaft der jemenitischen Juden zu unterscheiden. Zum einen gibt es die Baladi, zum anderen die Shami und letztlich die Maimonidier (welche auch Rambamists genannt werden). Die Unterschiede lassen sich am besten an den Einflüssen festhalten, die die jemenitische Tradition forderten. Hauptsächlich gaben die Arbeiten des Maimonides und die kabbalistische Tradition, welche im Zohar verkörpert wurde, sowie die ab dem 17. Jahrhundert wirksamen Lehren des Isaak Luria, der aus einer benannten Rabbiner- und Gelehrtenfamilie stammte, den orientierenden Ausschlag.
Die Baladi-Juden (übersetzt: Land) folgten den Entscheidungen des Maimonides, dem Rambam, der in dessen Werk Mishneh Torah dargelegt wurde. Der Rabbi Maharitz (Mori Ha-Rav Yihye Tzalahh) wiederum versuchte die festgefahrenen Pfade der Maimonidier und die Ansichten des modernen Isaak Luria zu verschmelzen, welcher im Wesentlichen den Lehren alter jemenitischer Tradition folgte.
Die Shami-Juden (übersetzt: Die, aus dem Norden) nahmen Bezug auf palästinensischen Zoharier aus dem 17. Jahrhundert und passten ihr Gebetbuch an die Lehren Isaak Lurias an. Sie folgten der kulturellen sephardischen Tradition, den Lehrsätzen Maimonides und der Schulchan Aruch, einer von mehreren Rabbinergenerationen überarbeiteten Zusammenfassung religiöser Vorschriften (Halachot) des Judentums.
Die Rambamists stehen dem Dor Daim nahe, womit sie Anhänger des Talmud sind. Sie stellen eine Untergruppe der Baladi.

### Hochzeitstraditionen
Eine Braut trägt bei den jemenitischen Juden ein traditionelles Hochzeitskostüm. Dieses wird mit viel Schmuck ausgestattet, das insbesondere viele Goldfäden aufnimmt. Die aufwändig ausstaffierte Haartracht wird blumendekoriert, insbesondere mit Weinrauten, von denen man glaubt, dass sie den Teufel abzuhalten befähigt sind. Das Überhangskleid weist eine Vielzahl von Goldfäden auf. Alt hergebrachte Rituale leiten die Zeremonie der Hochzeit ein. Während der Hochzeitszeremonie selbst, die bis zu sieben Tage dauern kann, werden Lieder gesungen, deren Texte Hebräisch, aber auch Arabisch, sind und zwischen denen gewechselt wird. Die Inhalte befinden über Freundschaft und Liebe. Mittels Henna (Camphire) werden die Hände und Füße so eingerieben, dass sich Zeichen ergeben, Zeichen, die über Wochen halten und im Hohelied des Salomos ebenso wie im Talmud Niederschlag finden. Sie bedeuten sinnbildlich Vergebung (Verzeihung) und Absolution (nach Freispruch aufgrund Schuldbekenntnisses) im Eingedenken der Versuchung.

## Sprache und Literatur

### Sprache
Die hebräische Sprache war bis Jehuda ha-Nasi, der im 2. Jahrhundert n. Chr. die Mischna redigierte, noch eine gesprochene, von Generation zu Generation muttersprachlich weitergegebene Sprache, die jedoch in einem langen, bereits in der zweiten Hälfte des 1. Jahrtausends v. Chr. einsetzenden Prozess vom Aramäischen zurückgedrängt wurde. In der Folgezeit war es für den Zeitraum von mehr als 1500 Jahren in fast allen Teilen der jüdischen Welt eine Schriftsprache, die vor allem als Gebets- und Gelehrtensprache diente. Erst zu Beginn des 20. Jahrhunderts erwachte das Hebräische in Palästina wieder zur lebendigen Alltagssprache. Eine Ausnahme bildeten die jemenitischen jüdischen Gemeinden, die das Hebräische ununterbrochen als gesprochene Sprache verwendeten. So bewahrte das jemenitische Judentum die alte babylonische Aussprachtradition.
Philologische Analysen zeigen, dass die jemenitische Tradition älter als die aschkenasischen und sephardischen Aussprachetraditionen des Hebräischen sind. Beispielhaft wurden hier noch einfache (d. h. kurze) und verdoppelte (d. h. lange) Konsonanten unterschieden. Die jemenitischen Juden überlieferten zudem weitere Sprachen, wie diverse aramäische (z. B.: Targum) und Arabisch. Arabisch war nicht nur Umgangssprache, sondern wurde von Saadia Gaon in seinem Tafsir zur Übersetzung der Thora verwendet.
In den Synagogen Jemens studierten jüdische Männer ein Leben lang die hebräische Grammatik (Grammatikbuch: Tiğān). Die Schulung der Konsonanten, Vokale und Betonungszeichen der Bibel vermittelte das Tiğān-Heft in Lehrform. Das Werk wurde in Hebräisch sowie Arabisch herausgegeben. Die jemenitische Lehre vollzog sich in beispielloser Stringenz im Leben eines jemenitischen Juden. Abschriftfähigkeit und Mehrsprachigkeit gehörten zur Grundbildung. Philosophie, Grammatik sowie weitere wissenschaftliche Studien prägten das anspruchsvollere Erziehungsziel.

### Vorkabbalistische Literatur
Viele Schriftauslegungen der vorkabbalistischen Literatur, andernorts regelmäßig verschollen, blieb bei den jemenitischen Juden in ihren antiken Fassungen erhalten. In der Geniza in Kairo werden Dokumentationen verwaltet, die Aufschlüsse über die engen Beziehungen der jemenitischen Juden zu Babylon und den Wechselwirkungen ermöglichen. Maßgebende Autorität der jemenitischen Juden war Saadia Gaon. Sein Einfluss reichte in nahezu alle Alltagsfragen des täglichen Lebens. Da die jemenitischen Juden im Allgemeinen auch in der arabischen Philosophie bewandert waren, konnte es nicht ausbleiben, dass sie sich an den Streitfragen ihrer Zeit beteiligten. Mehr noch: Sie befassten sich auch mit dem Schrifttum Platons, des Aristoteles und des Hippokrates. Sie konservierten deren Bildungsansatz bis in die Neuzeit. Die Texte dieser griechischen Autoren lagen in arabischer Übersetzung vor, die im hebräischen Schriftbild gehalten war. In Unterscheidung zu den Juden andernorts begründet sich das Interesse jemenitischer Juden an Wissenschaft und Philosophie aus der Hoffnung der Beantwortbarkeit ihrer real existierenden Probleme. Das sind insbesondere Fragen der Diaspora und Reminiszenzen an ihre politische Unterdrückung. Selbstverständlich waren auch metaphysische Fragen zur Erlösung Gegenstand des Interesses. Daneben verfolgte man die allegorische Auslegung der Schrift und biblischer Sagen. Dies führte letztlich zu einem vehementen innerjüdischen Streit im Jemen. Bedeutende Werke entstanden allerdings aus dieser kreativen Auseinandersetzung: So Bustan al-Uqūl (Garten des Wissens), Iggeret Tehiyat Ha-matim (Das Schreiben über die Wiedererlebten) – al-risāla al-yaminiya und vor allem die Werke von Maimonides und Saadya Geon.

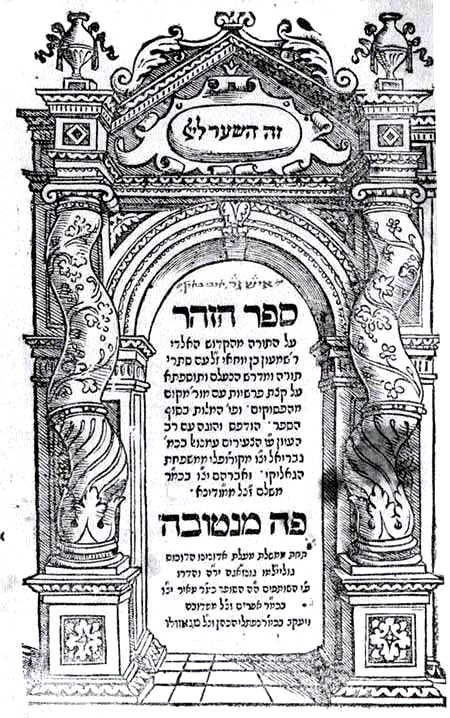
Zohar-Buch

### (Kabbalistische) Literatur ab dem 16. Jahrhundert
Erste Spuren der Kabbala hinterließ im Jemen der weit gereiste Gelehrte Yiḥye al-Dhahiri aus Kaukabān. Als Urheber ersten kabbalistischen Gedankengutes gingen seine Ideen in sein Maqamen-Buch Sefer hamussar ein. Ein anderes monumentales Werk, Melechet Schlomo des großen Mischna-Gelehrten Rabbi Schlomo al-Adani entstand wenig später und gilt bis heute als einer der besten Kommentare zur Mischna. Die Zeit der Kabbala ließ die Autoren von Werken lediglich weltlichen Inhalts im Jemen zunehmend verstummen. Seit dem Galut Mauza sind für die Dauer von etwa 300 Jahren fünf Persönlichkeiten hervorzuheben, die den größten Einfluss auf die Juden Jemens ausüben konnten. Im 17. Jahrhundert Salem Schabbazi, im 18. Jahrhundert Salem Iraqi-Hacohen und seine Söhne Yiḥye und Yiḥye Sālih, sowie letztlich zum Ende des 19. Jahrhunderts und Anfang des 20. Jahrhunderts Yiḥye Qāfiḥ. Gefordert war in dieser Zeit der Talmid Chacham. Der Talmid Chacham war Gelehrter und Dichter in Personalunion. Nur wer die Thora ebenso beherrschte wie er es verstand, sich auf Ausdrucksformen des Gesellschaftslebens in Form von Dichtung und Liedern einzulassen, konnte die Anerkennung seiner Zeit finden. Gleichzeitig wiederum begann, und im 20. Jahrhundert verlief dieser Prozess dann deutlich verschärft, der Streit um die Kabbala. Es war ein Streit für und gegen den Zohar, das wohl bedeutendste Werk der Kabbala und Inbegriff der jüdischen Mystik. Inhaltlich handelte es sich vor allem um Kommentare zu Texten der Tora in Form von homiletischen Meditationen sowie Erzählungen und Dialoge. Der Streit führte zur Trennung der Gemeinschaften und Aufspaltung in Lager. Große Auseinandersetzungen sind insbesondere in den 1910er Jahren bekannt geworden und erneut in den 1930er Jahren. Bis heute sollen sich Zurückhaltungen der Parteien einander gegenüber feststellen lassen.

### Dichtung
Neben der Bibel und Gebetbüchern waren nahezu in jedem jemenitisch-jüdischen Haushalt die Diwane verschiedener jüdischer Dichter vorhanden. Wenn jemand keinen Gedichtband besaß, wurde ein solcher beim Nachbarn ausgeliehen. Die Lieblingsgedichte wurden abgeschrieben. Zumeist waren darin Lieder und Lobgesänge zum Sabbat und wiederkehrenden Festen enthalten. Anlässe für Feste in diesem Sinne waren Heiraten oder Geburten.
Prominentester, meist auch mit mehreren Werken in den Diwanen enthaltener Künstler war der Kabbalist und Rabbiner Schalom Shabazi (1619 – ca. 1720). Über 150 weitere Dichter können identifiziert werden, viele andere hingegen nicht. Hebräisch, Arabisch und Aramäisch waren die Sprachen, in denen Juden im Jemen dichteten. Sprachliche Vermischungen innerhalb ein und derselben Dichtung waren dabei keine Seltenheit, denn auf Reim und Rhythmus wurde großer Wert gelegt. Der früheste bekannte Dichter war Abraham Ben Chalfon, der im 15. oder 16. Jahrhunderts wirkte. Ihre Blüte erlebte die jeminitisch-jüdische Dichtung zur Zeit Shabazis im 17. Jahrhundert. (Shabazi steht indirekt auch Pate für die spätere Idee des Orakel- und Mantik-Brauchtums, denn er erklärt in einer seiner Schriften, wie man mit einem Stöckchen Figuren in den Sand zeichnet, um daraus das menschliche Schicksal zu lesen.) Bemerkenswert ist, dass in Shabazis Zeit hebräische Dichtung nur noch im Jemen entstand und zu hoher Qualität gelangte, während die lange mittelalterliche Tradition der hebräischen Dichtung im sephardischen und aschkenasischen Bereich abgestorben war. Hier ging man zur literarischen Produktion in den Volkssprachen über (Arabisch, Djudeo-Espanyol, Jiddisch etc.)
Die jeminitisch-jüdische Dichtung bildete grundsätzlich mit einer abgestimmten Melodie eine Schöpfungseinheit. Es gab keine Gedichte, die nicht gesungen werden konnten. Die zugehörigen Melodien prägten sich ein und wurden mündlich tradiert, nicht aufgeschrieben. In erster Linie wurde religiös gedichtet. Im Allgemeinen diente die hebräische Dichtung im Jemen der Synagoge und der Familie, die beide zusammen den Mittelpunkt jüdischen Lebens bildeten, dies im Sinne von galut und geula (Exil und Erlösung), zwei Themen, die untrennbar zusammengehörten.
Typischerweise behandelten die Texte Themen wie die Beendigung der Knechtschaft oder die Hoffnung auf die Ankunft des Messias und die Rückkehr nach Zion. Entlehnt wurden symbolische und allegorische Schilderungen, die aus der Mystik stammen. Handlungsdichtungen beschäftigten sich daneben mit Themen aus der Geschichte des jüdischen Volkes, wie etwa dem Auszug aus Ägypten.
Lehre und Ethik vervollständigten das Bild der jeminitisch-jüdischen Dichtung. Die jüdische Eigenart in der Diaspora sollte dadurch erhalten und das Individuum in seinem Glauben bestärkt werden. Der lehrhafte Inhalt sollte Kinder bereits dazu anhalten, sich von den Nichtigkeiten der Welt abzuwenden, sich an die Lehren der Weisen zu halten und religiösen Pflichten nachzukommen. Sie sollten gute Werke tun und jegliche Sünde vermeiden.
In der Poesie erschienen die Motive Körper und Seele, Sünde und Verbrechen, Jenseits und Jüngstes Gericht, Paradies und Verdammnis, Lebende und Tote. Häufig sind Sprichwörter und Gleichnisse eingefügt, eine Erscheinung, wie sie auch in der arabischen Literatur derselben Zeit vorkommt.
Die Dichtung Shabazis galt als überragend, weshalb im Folgenden sein Gedicht Der Qāt und der Kaffee vorgestellt wird:
Der Kaffee und der Qāt

Sie fragten mich: Sag du

Wem spricht man lieber zu?

Wer wohl den Vorzug hat?

Meint der Qāt: Auserlesen

Bin ich gewesen

Und kostbar auch.

Mein stolzer Strauch

Ragt hoch hervor

Vom Berg Ṣabor

Dort hat die Nachtigall ihr Nest.

Ins Burggemäuer

Legt sie ihre Eier.

In meinen Zweigen

Setzt sich nieder

Läßt fröhlich steigen

Die schönsten Lieder.

Erwidert der Kaffee:

Ich bin die erste Morgenfreude

Mit der der Tag stets eingeweiht.

Der Schzlī ist’s

Der mir den hohen Ruf verleiht!

Der Qāt spricht:

Noch weit berühmter bin doch ich,

Da ich ein Schmuck bin jedem Fest.

Des schönsten Strauches rühm’ ich mich

Der seine Blätter leuchten läßt.

Der Edle von dem höchsten Stand

Dient, wie der Weise mir im Land!

Wieder sprach der Kaffee:

Wer wiegt von uns beiden,

Das sollen die entscheiden

Die täglich mich genießen.

In Rom und Syrien wissen

Die, die sich an mir ergötzen

Mich ebenfalls zu schätzen.

Aus China und aus Indien fern

Holt man mich zu Schiffe gern.

Antwortete der Qāt:

Ich bin die Festeskrone

Und geb den Stimmen Kraft

Im lauten Männerchor.

Von Ibb bis Taizz reichen

Sprüch´und Verse ohnegleichen

Zu meinem Lob und Ruhm.

Und so in ganz Teman

Erkennt man mich hoch an.

Der Kaffee fuhr fort:

Geh´mir doch!

Muß ich Dir wiederholen noch,

Daß meine Furcht die erste ist

Am Morgen – die man nie vergißt!

Du wächst da oben auf der Höh´

Daß dich da niemand seh!

Doch meine Früchte sind bewacht,

Daß keiner sich darübermacht!

Sagte der Qāt:

Ein jeder singt sein eignes Lob.

Wer hätte je mein Blatt verschmäht,

Das wenn die Dämmerung sich erhob

Nur desto schöner vor uns steht?

Erwiderte die Schazliya

Mir huldigt man in jeder Lage,

Denn nüchtern bleibt, wer mich genießt.

Ich bring nicht Dumpfheit und nicht Plage

Ob’s Laie oder Richter ist.

Sagte der Qāt:

Ich diene vornehm dem Genuß

Wohn Edlen und auch Fürsten bei.

Die Jungfer blickt mit süßer Lust

Mich an, und Jünglinge, wer es auch sei,

Berühren meine Blätter zart

Ein jeglicher nach seiner Art

Der Kaffeestrauch spricht:

Kein Reden nunmehr, keine Worte

Man nimmt am Mittag dich und Abend,

Doch glänze ich am Festesorte,

Die Hochzeitsgäste stets erlabend.

Da sagte ich:

Ich schätz euch beide hoch

Mein Sehnen gilt euch zwei’n

Füllt ihr mein Herze doch

Mit stillen Dankesweihen.

Doch wünsch ich obendrein

Mir auch den Traubenwein

Und muntre Freundesrunde!

Und den, des Herzenswunde

Ihn schmerzt, mach ich gesunde.

Gefährten nun, ihr weisen,

Laßt uns die Freundschaft preisen!

Und bei munt´rem Singen

Zu viert die Zeit verbringen!

Die Zwietracht ist vorbei.

Der Herr gesegnet sei!

Bring seinem Salem Frieden,

Kein Leid sei ihm beschieden!
Diese Dichtung, die ebenfalls gesungen wurde, handelt von einem Streitgespräch zwischen einem Junggesellen und einem Verheirateten. Sie wird der Gedichtsform der qasida zugeordnet. Sie war volkstümlich und auch für die weibliche Bevölkerung verständlich. Regelmäßig werden weltliche Themen besungen. Es handelte sich um unterhaltende Volkslieder, oft mit Diskussionscharakter über gegensätzliche Paare. Beispiele sind neben dem Themenkreis Qāt, Kaffee (s. o.), Kaffee und Tabak oder Auge und Herz.
Freundeslieder, Liebeslieder, Rangstreitlieder (z. B. Diskussionen zwischen zwei Städten über ihre historische Bedeutung, Aden vs. Sanaa oder Taizz vs. Sanaa) und viele lustige Unterhaltungsdichtungen prägten den jüdisch-jemenitischen Weltkulturbeitrag.
Formal werden in der jüdisch-jemenitischen Dichtung mehrere Liedformen unterschieden. So gibt es naschid, schira (Plural: schirot), hedhwuya, saffeh und hallel. Naschid ist geprägt vom Wechselgesang von Gruppen; Versmaß und Reim wechseln nicht. Schira wechselt Versmaß und Reim hingegen oft (ähnlich dem muwaschahat der arabischen Dichtung). Aufgrund der Flexibilität der schira war diese Dichtung leicht tanz-, sing- und spielbar.

## Musikalische Riten

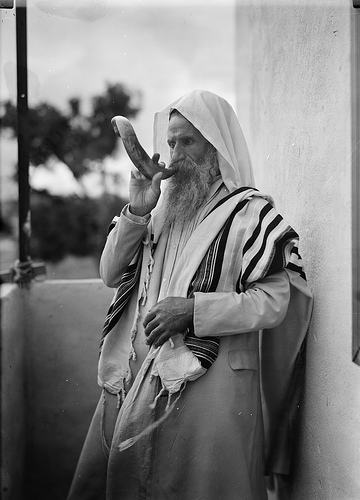
Schofar-Sabbath-Horn, geblasen von einem jemenitischen Juden

Jemenitische Juden verwenden traditionell Antilopen- und Kuduhörner (welche als koscher gelten) als Shofar und damit als rituelles Blasinstrument an besonderen Feiertagen (beispielsweise zum Rosch ha-Schana – in der Tora wird dieser Tag auch Tag des Schofars genannt (Lev 23,23–25 ) – im jüdischen Gottesdienst).
Die Juden des Jemen waren sehr verhaftet in der ursprünglichen jüdischen Musik, die von anderen jüdischen Gemeinden weit weniger gepflegt wurde. Ihre einzigartige Musikfolklore wurde ab 1907 von Abraham Zvi Idelsohn gründlich erforscht. Der jüdische Musikforscher diagnostizierte die Autarkie und Isolation der jemenitischen Juden in kultureller wie territorialer Hinsicht als Voraussetzung für den Erhalt dieser Traditionen. So verboten die Rabbiner im Jemen, dass arabische Lieder gesungen werden, was bei den Juden in anderen arabischen Ländern durchaus üblich war. Ebenso waren arabische Melodien mit hebräischen Texten inopportun. Die Folklore war ausschließlich religiöser Natur, weltliche Musik gab es nicht. Unterschieden wurden zwei Folkloretypen. Merkmal für die Unterscheidung war lediglich die Trennung nach den Geschlechtern von Mann und Frau. Erforscht wurde, dass die Frauen-Lieder, Tanzlieder (Hochzeitslieder) älteren Ursprungs, engen Ambitus, häufige Motivwiederholungen und asymmetrische Rhythmen aufwiesen. Metrische Ungebundenheit prägte andererseits die Lieder der Männer. Die Motive wurden theatralisch überbetonend und emotional vorgetragen.